# Бенкович, Федерико
Федерико Бенкович (хорв. Federiko Benković; 1667—1753) — хорватский живописец и гравёр, известный также под прозвищем «Далматинец». Сам художник нередко подписывался «Federico Bencovich».

## Биография
Федерико Бенкович родился в Далмации в 1667 году в городке Омиш.
Обучался художественному мастерству сперва в Венеции, затем, с 1695 года в Болонье у Карло Чиньяни, академизм которого отразился впоследствии на всём творчестве художника.
Некоторое время жил в Милане, а затем с 1716 по 1724 год работал в Вене, где сделался придворным живописцем бамбергского епископа Карла Фридриха.
Согласно ЭСБЕ: «К лучшим его произведениям причисляются следующие картины: «Св. Андрей на кресте» в церкви Мария дель Пиомбо в Болонии; «Петр Пизанский» в церкви св. Севастиана в Венеции; «Св. Иоанн Креститель у св. Сильвестра»; «Святые Петр и Павел и св. Франц Салезский» в церкви делла Фава, «Пророк Аввакум», «Св. Иоанн Креститель», «Смерть св. Марии Магдалины» во дворце Манфрини — все в Венеции».
Другие картины художника сохраняются в Болонье, Милане, Вене, а также и в Далмации. С некоторых своих картин художник сам изготавливал гравюры на меди.
Федерико Бенкович скончался 8 июля 1753 года в Гориции.
Творчество Федерико Бенковича оказало заметное влияние на Джованни Батисту Тьеполо, Джованни Баттиста Пьяццетту, Джованни Баттисту (Джамбатиста) Питтони и других художников.